# Campeonato Mundial de Taekwondo de 1977
El III Campeonato Mundial de Taekwondo se realizó en Chicago (Estados Unidos) entre el 5 y el 17 de septiembre de 1977 bajo la organización de la Federación Mundial de Taekwondo (WTF) y la Federación Estadounidense de Taekwondo.
En el evento tomaron parte 720 atletas de 46 delegaciones nacionales.

## Medallistas

### Masculino
| Evento | Oro                         | Plata                            | Bronce                                                         |
| ------ | --------------------------- | -------------------------------- | -------------------------------------------------------------- |
| –48 kg | Song Ki-Yul Corea del Sur   | Jaime de Pablos · México         | Turgay Ertuğrul RFA Sheu Jiom-Shi China Taipéi                 |
| –53 kg | Ha Suk-Kwang Corea del Sur  | Jorge Ramírez · Ecuador          | Francisco García · España · Moritz von Macher · México         |
| –58 kg | Kim Yong-Ki Corea del Sur   | Hour Waei-Shing China Taipéi     | Reynaldo Salazar · México · Helmut Stoppe · RFA                |
| –63 kg | Park Chung-Ho Corea del Sur | Greg Fears Estados Unidos        | Frédéric Kouassi · Costa de Marfil · Peter Salm · Países Bajos |
| –68 kg | Hwang Ming-Der China Taipéi | Choi Jae-Chun Corea del Sur      | Eduardo Merchán España Ernie Reyes Estados Unidos              |
| –74 kg | Yoo Yong-Hap Corea del Sur  | Théophile Dossou Costa de Marfil | Rainer Müller · RFA · Manuel Jurado · México                   |
| –80 kg | Hur Song Corea del Sur      | James Kirby Estados Unidos       | Carlos Obregón · México · Manuel Salcedo · España              |
| +80 kg | Ahn Jang-Shik Corea del Sur | Lin Ying-Peng China Taipéi       | John Holloway Estados Unidos Dirk Jung RFA                     |

## Medallero
| Núm. | País            | Oro | Plata | Bronce | Total |
| ---- | --------------- | --- | ----- | ------ | ----- |
| 1    | Corea del Sur   | 7   | 1     | 0      | 8     |
| 2    | China Taipéi    | 1   | 2     | 1      | 4     |
| 3    | Estados Unidos  | 0   | 2     | 2      | 4     |
| 4    | México          | 0   | 1     | 4      | 5     |
| 5    | Costa de Marfil | 0   | 1     | 1      | 2     |
| 6    | Ecuador         | 0   | 1     | 0      | 1     |
| 7    | RFA             | 0   | 0     | 4      | 4     |
| 8    | España          | 0   | 0     | 3      | 3     |
| 9    | Países Bajos    | 0   | 0     | 1      | 1     |
|      | TOTAL           | 8   | 8     | 16     | 32    |